# Rödhuvad savspett
Rödhuvad savspett (Sphyrapicus ruber) är en nordamerikansk fågel i familjen hackspettar inom ordningen hackspettartade fåglar. Den är närbesläktad med gulbröstad och rödnackad savspett, och alla tre behandlades tidigare som en och samma art.

## Kännetecken

### Utseende
Rödhuvad savspett är en huvudsakligen svartvit tunnäbbad hackspett med en kroppslängd på 18-21 centimeter. Adulta fåglar har rött på huvudet ner till övre delen av bröstet. Mellan näbb och öga syns en vit fläck på vingen ett avlångt vitt band. Ryggen är fint tvärbandad i svartvitt. Jämfört med de närbesläktade arterna gulbröstad och rödnackad savspett har den förutom det röda huvudet mer begränsad vit bandning på ryggen och mindre vitt på tertialerna.

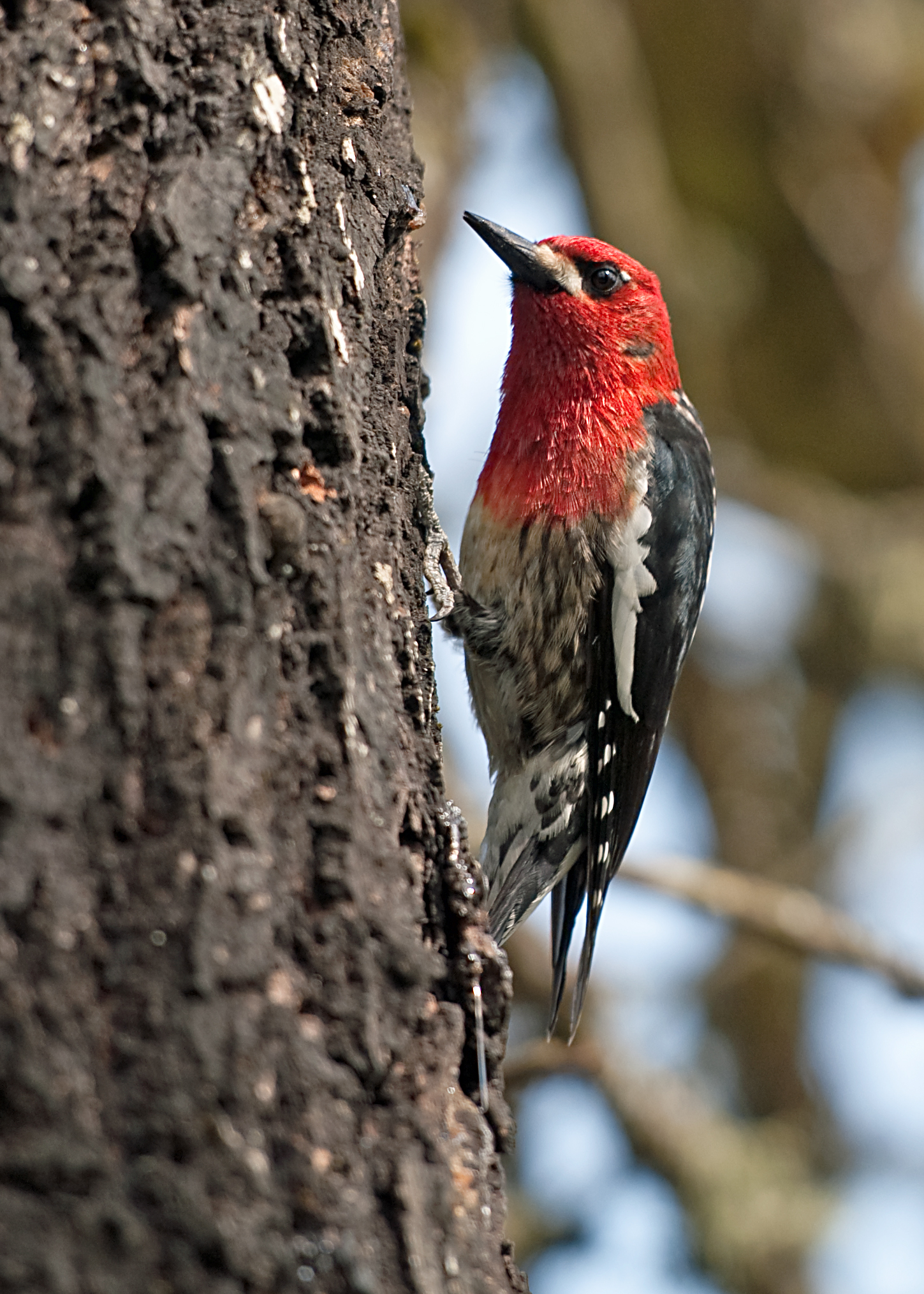

### Läte
Rödnackad savspett yttrar ett nasalt, jamande läte. Den trummar kort med fem snabba slag, följt av en avstannande serie med inslag av dubbelslag.

## Utbredning och systematik
Rödhuvad savspett delas in i två underarter med följande utbredning:
- Sphyrapicus ruber ruber – förekommer från kustnära södra Alaska till västra Oregon
- Sphyrapicus ruber daggetti – förekommer från sydvästra Oregon till Sierra Nevada i södra Kalifornien och västra Nevada

## Systematik
Tidigare behandlades den tillsammans med rödnackad savspett (Sphyrapicus nuchalis) som en underart till gulbröstad savspett (S. varius). Den hybridiserar med båda där utbredningsområdena överlappar, framför allt med rödnackad savspett.

## Levnadssätt
Som namnet avslöjar har rödhuvad savspett vanan att dricka sav. Den borrar små grunda hål i barken på träd och lapar upp den sav som rinner ut, med sin för ändamålet anpassade borstspetsade tunga. Fågeln väljer företrädesvis sjuka eller skadade träd, framför allt träd med hög sockerhalt i saven. Den lever även av insekter som dras till saven, framför allt myror. Utöver de karakteristiska raderna med hål som den lämnar i barken på träd lever den ett mer diskret liv än de flesta hackspettar i Nordamerika.

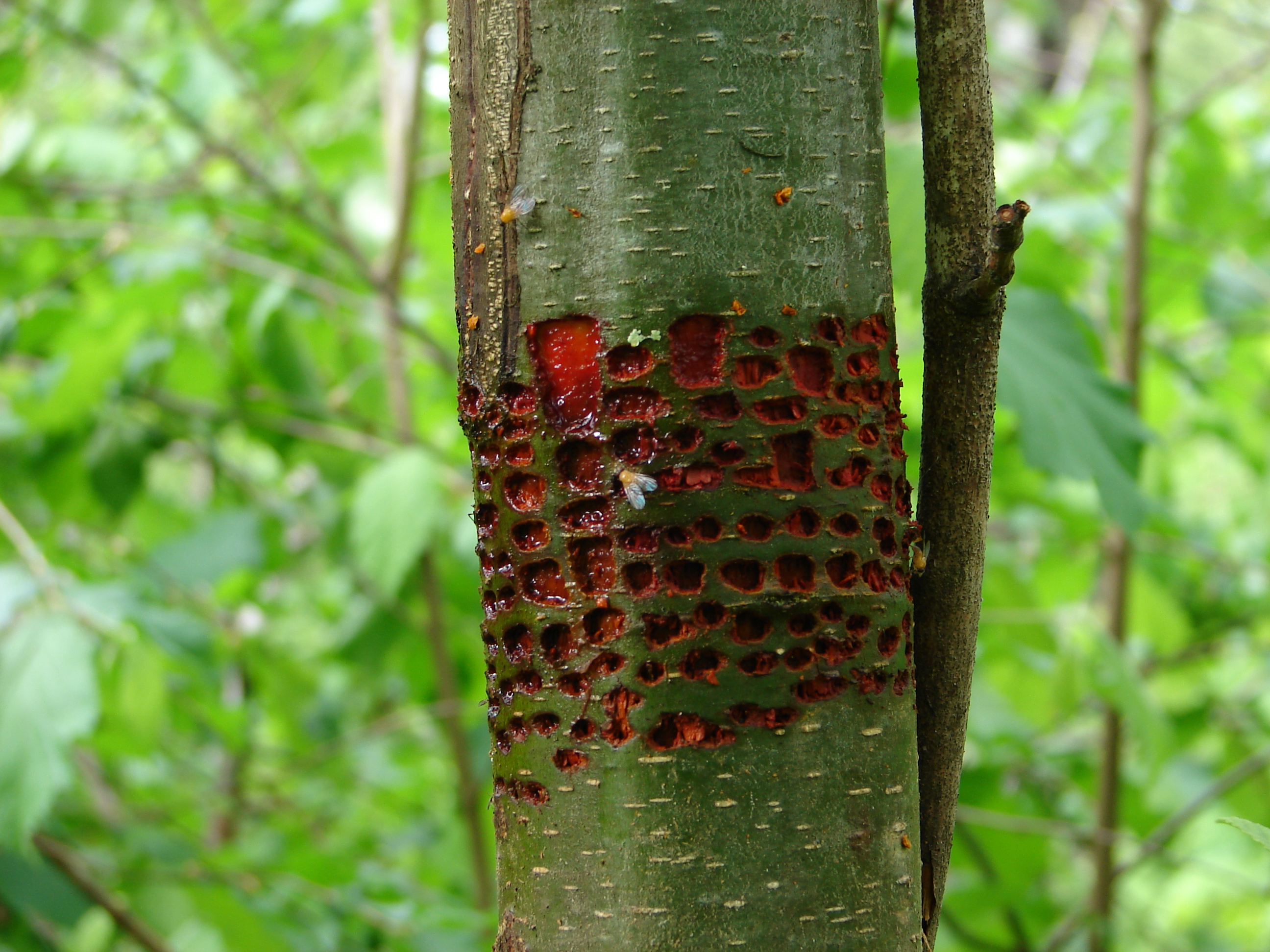
Märken i barken efter födosökande savspett.

Denna art hittas i blandskogar och skogsbryn, framför allt med tillgång på asp. Fågeln häckar mellan april och juli i ett bohål högt uppe i ett träd, helst ett barrträd. Den lägger fyra till sju ägg som ruvas i 14 dagar.

## Status och hot
Arten har ett stort utbredningsområde och en stor population med stabil utveckling. Utifrån dessa kriterier kategoriserar IUCN arten som livskraftig (LC).